# Skispringen bei den Olympischen Spielen
Skispringen gehört seit den ersten Olympischen Winterspielen von 1924 durchgehend zum Programm der Olympischen Winterspiele, mit den Einzelspringen von der Groß- und Normalschanze sowie dem Mannschaftsspringen von der Großschanze. 
Seit den Spielen von 1988 sind drei Disziplinen im olympischen Programm, ab den Spielen von 2014 wird auch ein vierter Wettbewerb zwischen den Frauen ausgetragen. 2022 kam als fünfte Disziplin noch ein Mixed-Wettkampf hinzu.

## Wettbewerbe
| Wettbewerb                       | 24 | 28 | 32 | 36 | 48 | 52 | 56 | 60 | 64 | 68 | 72 | 76 | 80 | 84 | 88 | 92 | 94 | 98 | 02 | 06 | 10 | 14 | 18 | 22 | 26 | 30 | Gesamt |
| -------------------------------- | -- | -- | -- | -- | -- | -- | -- | -- | -- | -- | -- | -- | -- | -- | -- | -- | -- | -- | -- | -- | -- | -- | -- | -- | -- | -- | ------ |
| Normalschanze - Männer           | •  | •  | •  | •  | •  | •  | •  | •  | •  | •  | •  | •  | •  | •  | •  | •  | •  | •  | •  | •  | •  | •  | •  | •  |    |    | 24     |
| Großschanze - Männer             |    |    |    |    |    |    |    |    | •  | •  | •  | •  | •  | •  | •  | •  | •  | •  | •  | •  | •  | •  | •  | •  |    |    | 16     |
| Großschanze Mannschaft - Männer  |    |    |    |    |    |    |    |    |    |    |    |    |    |    | •  | •  | •  | •  | •  | •  | •  | •  | •  | •  |    |    | 10     |
| Normalschanze - Frauen           |    |    |    |    |    |    |    |    |    |    |    |    |    |    |    |    |    |    |    |    |    | •  | •  | •  |    |    | 3      |
| Mixed Normalschanze - Mannschaft |    |    |    |    |    |    |    |    |    |    |    |    |    |    |    |    |    |    |    |    |    |    |    | •  |    |    | 1      |
| Anzahl der Wettbewerbe           | 1  | 1  | 1  | 1  | 1  | 1  | 1  | 1  | 2  | 2  | 2  | 2  | 2  | 2  | 3  | 3  | 3  | 3  | 3  | 3  | 3  | 4  | 4  | 5  |    |    | 54     |

## Ewiger Medaillenspiegel
Stand: 2022
| Rang | Land                                                      | Goldmedaille | Silbermedaille | Bronzemedaille | Total      |
| ---- | --------------------------------------------------------- | ------------ | -------------- | -------------- | ---------- |
| 1    | Norwegen                                                  | 12           | 10             | 13             | 35         |
| 2    | Finnland                                                  | 10           | 8              | 4              | 22         |
| 3    | Deutschland (davon DDR) (davon Gesamtdeutsche Mannschaft) | 7 (2) (1)    | 10 (3) (0)     | 6 (2) (1)      | 23 (7) (2) |
| 4    | Österreich                                                | 7            | 8              | 10             | 25         |
| 5    | Japan                                                     | 4            | 5              | 3              | 12         |
| 6    | Polen                                                     | 4            | 3              | 2              | 9          |
| 7    | Schweiz                                                   | 4            | 1              | 0              | 5          |
| 8    | Slowenien                                                 | 2            | 1              | 2              | 5          |
| 9    | Tschechoslowakei                                          | 1            | 2              | 4              | 7          |
| 10   | Russland (davon Sowjetunion) (davon ROC)                  | 1 (1) (0)    | 1 (0) (1)      | 0 (0)          | 2 (1)      |
| 11   | Schweden                                                  | 0            | 1              | 1              | 2          |
|      | Jugoslawien                                               | 0            | 1              | 1              | 2          |
| 12   | Vereinigte Staaten                                        | 0            | 0              | 1              | 1          |